# Hypogastrura pahiku
Hypogastrura pahiku är en urinsektsart som beskrevs av Christiansen och Bellinger 1992. Hypogastrura pahiku ingår i släktet Hypogastrura och familjen Hypogastruridae. Inga underarter finns listade i Catalogue of Life.